# Revolver
 For alternative betydninger, se Revolver (flertydig). (Se også artikler, som begynder med Revolver)
En revolver ((latin):re- for tilbage og volvere for dreje, rulle) er en variant af en pistol. Det, der kendetegner en revolver, er den roterende tromle (revolverende) med et kammer for hver patron. En revolver betegnes af og til som en tromlerevolver, hvilket anses for ukorrekt og overflødigt, da alle moderne revolvere har en tromle.
I en revolver er der som regel seks patroner i tromlen (andre tal findes), og den kaldes derfor for en seksløber. Revolveren er kendt fra western og cowboyfilm.

## Historie

### Pistoler til flere skud
De første pistoler kunne afgive ét skud, derefter skulle de lades. Da de var forladepistoler, var dette en omstændelig og tidskrævende proces. Til krigsbrug var der derfor et ønske om at kunne afgive mere end ét skud uden at skulle genlade pistolen.
Der blev i midten af 1500-tallet udviklet pistoler med to konvergerende løb og med hver sin hjullås til antændelse af fængkrudtet. For at kunne affyre det andet løb, skulle pistolen vendes. Derfor var kolben lige.
I de såkaldte vendepistoler kunne de to løb roteres som en blok, så man efter et skud, kunne dreje det andet løb, så det sad ud for panden, denne skulle atter fyldes med fængkrudt, hanen spændes, og man var atter klar til et skud.

### Tidlige revolvere
En anden udvikling var de egentlige revolvere. De første blev i skabt slutningen af 1500-tallet. Man havde her en tromle med flere kamre, der kunne roteres, så de en efter en sad ud for løbet. Kammerstykket eller ladetromlen, som tromlen også blev kaldt, blev ladet bagfra. Det var altså en bagladepistol. Panden skulle dog genfyldes med krudt for hvert skud. Den manglende tæthed, der fik en del af krudtgassen til at slippe ud bagtil, og det løse krudt i kamrene, gjorde den ellers ret moderne konstruktionen for upraktisk til brug.

### Peberbøsser
Der udvikledes pistoler, hvor en række løb kunne roteres som en stor tromle. Der fandtes 2 systemer. I belgieren Mariettes system fra 1830 var fra 4 og op til 25 løb svejset sammen. I amerikaneren Allens system fra 1837 var de enkelte løb udboret i en stålblok. I begge systemer roterede tromlen, når hanen spændtes. De mange løb gjorde pistolen tung, og de gik derfor af brug, da revolveren med roterende tromle, blev forbedret til praktisk brug. Der var tale om forladevåben med fænghætter til antændelse af ladningen. .
Enten var et antal løb samlet til en tromle, eller der anvendtes en stålblok, hvori var udboret adskillige løb. Når hanen blev spændt, drejede tromlen. Der var tale om forladevåben, og de var lidt komplicerede. Nogle af disse revolvere kaldtes peberbøsser (pepperbox revolver).

### Samuel Colt
Samuel Colt konstruerede en mere brugbar revolver, som han tog patent på i 1836. I stedet for en roterende gruppe af løb, havde Colts revolver fast et løb og en roterende tromle placeret bag løbet, hvor man kunne anbringe en patron. Tromlen drejede, når hanen blev spændt, så en ny patron blev ført frem foran løbet. Tromlen blev derpå låst fast, så den sad ret ud for løbet.
Denne tidlige revolver benyttede patroner med et hylster af papir, der blev ladet forfra i tromlen, og blev antændt af en perkussionsfænghætte på tromlens bagside. Denne revolver blev brugt i krigen mellem USA og Mexico i 1846-48.
Senere blev revolveren videreudviklet af franskmanden Lefaucheux i 1853 ved opfindelsen af enhedspatronen. Dvs. en patron indeholdt et projektil, en krudtladning i et messinghylster, som projektilet var klemt fast i, og bagtil en fænghætte, der affyres med et slag fra en stift, som hammeren rammer eller som er en fast del af hammeren. Messinghylstret udvides fjedrende ved affyring, og tætner tromlen. Lefaucheux's patronhylster var delvist af papir med en bund af messing. Denne type blev hurtigt videreudviklet til helt at have et hylster af messing.
Der fandtes to typer, patroner med en fænghætte i kanten af patronen (rimfire) og en senere type med fænghætten placeret centralt i patronens bagstykke. Enhedspatroner gjorde det hurtigere at genlade tromlen. Og de var ikke på samme måde følsomme over for fugt.

## Single og double action
De første revolvermodeller var single action. Dvs. at aftrækkeren kun udløste hanen, så skuddet blev affyret. For at spænde hanen og dreje tromlen, må man trække hanen tilbage med
hånden. Dette er baggrunden for, at man i nogle film ser revolverbrugeren skyde med den ene hånd, mens den anden hånd farer frem og tilbage over revolveren for at spænde hanen. En single action revolver kan affyres utilsigtet, hvis hanen rammes af et stød.
En revolver med double action kan godt affyres på samme måde (det kan give et roligere sigte), men et tryk på aftrækkeren vil først spænde hanen og dreje tromlen, inden hanen frigøres. Her kan man altså affyre flere skud med én hånd (eller optræde med en revolver i hver hånd).

## Ladning af tromlen
Der findes tre typer af tromler med hver sin måde at lade dem på. På en type er der en lille låge, der kan åbnes, så man får adgang til et enkelt kammer. Det tomme hylster kan kastes ud ved at påvirke en fjederbelastet stang foran tromlen. En ny patron indsættes, og tromlen drejes frem til næste kammer.
En anden type kan knækkes. Dvs. revolverens ramme kan åbnes, sådan at løb og tromle drejes nedad, når en låsemekanisme frigør dem. Ofte vil der være en mekanisme, der delvist fører de tomme hylstre ud af tromlen, så den er lettere at tømme. Tromlen kan derpå lades igen, revolverrammen samles, og man er atter klar til skud.
I den sidste tromle kan tromlen drejes ud til siden, når tromlens aksel frigøres fra rammen. Også her kan tromlens kamre lades samtidig.

## Udbredelse
Revolveren fik, sammen med repetergeværer (geværer der kunne genlades fra et magasin med en enkelt bevægelse), en stor udbredelse i USA under og efter den amerikanske borgerkrig.
Revolverprincippet blev hurtigt taget i brug af våbenfabrikker i andre lande.

## Revolver contra automatpistol
En revolver kræver et stort tryk på aftrækkeren og tidlige modeller har derfor ingen sikringsmekanisme (safe/fire). På nyere revolvere kan en sikring dog findes.
Revolverens åbne konstruktion gør, at lyddæmpere ikke virker særlig godt, da krudtgasser og lyd kan slippe ud i mellemrummet mellem tromlen og løbet. Ud over at medføre støj, kan gassens tryk medføre skader, hvis man af en eller anden grund har en hånd for tæt på tromlens forende. Enkelte revolvermodeller som Colt Python og 1895 Nagant presser tromlen frem mod løbet, inden skuddet affyres, således at der opnås en tæt forbindelse. Disse revolvere fungerer fint med en lyddæmper.
En moderne automatpistol genlades let ved at udskifte magasinet. Revolverens tromle genlades normalt én patron ad gangen, men med en hurtiglader anbringes alle seks patroner i tromlen samtidigt. Magasinet på en automatpistol kan ofte indeholde mere end seks patroner.
En defekt patron kan blokere en automatpistol, mens en revolver blot går videre til næste patron.
En revolver beholder de tomme patronhylstre, mens en automatpistol slynger de brugte ud til siden under skuddet.

## Kombinationsvåben
Enkelte revolvere har været udstyret med knojern eller en kort kniv, sådan et revolveren kunne benyttes til nærkamp, selv om alle patroner var blevet affyret. .

## Andre revolverskydevåben
Et tidligt hurtigtsskydevåben var Gatlinggeværet (Gatling gun), et maskingevær hvor et antal løb efter tur blev ladet fra et magasin. Løbet drejede derpå til en skudposition, skuddet blev afgivet, løbet drejede atter og hylsteret blev kastet ud og løbet roterede derefter tilbage til ladepositionen. Ideen med de roterende løb er, at de enkelte løb får bedre tid til at køle af, inden de igen skal affyres. Skudkadancen kunne derfor være stor. Dette våben blev betjent med et håndsving.
Gatlings princip benyttes stadig til motordrevne hurtigtskydende kanoner på grund af den høje skudkadance.
Princippet med en roterende tromle er blevet benyttet i enkelte geværer. Den danske jurist og opfinder Peder Rasmussen konstruerede sådan et revolvergevær i 1835. Geværet blev aldrig sat i produktion.
- Colt Single Action Army, serienr. 5773 udleveret til 7. kavaleri
- Colt Python med et 4-tommers løb og blånet finish
- Nagant M1895 produceret i 1941 af arsenalet i Tula med tilhørende 7.62×38mmR ammunition
- Smith & Wesson M&P revolver
- Webley Mk. VI top-break revolver